# Lucia Albani Avogadro

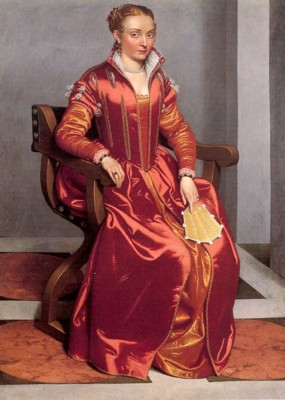
Lucia Albani Avogadro

Lucia Albani Avogadro (Bérgamo, 1530 - Brescia, 1568) foi uma poetisa italiana membro da Família Albani.